# The Life
"The Life" é uma canção do girl-group americano Fifth Harmony, do segundo álbum de estúdio do grupo, 7/27. Foi lançado como single promocional em 24 de Março de 2016. A canção foi escrita pela cantora Tinashe com Alexander Kronlund e Lukas Loules. Loules também produziu a música. A canção figurou em tabelas do Reino Unido e Escócia, alçando a posição de número 97 e 44 respectivamente. A canção foi aclamada por críticos de música, chegando a ser chamada de música sensação do verão.

## Lançamento
"The Life" foi lançado exclusivamente no serviço de streaming, Spotify, em 24 de Março de 2016. A canção foi disponibilizada para download no iTunes e Google Play.

## Desempenho nas tabelas musicais

### Posições
| Tabela musical (2016)                              | Melhor posição |
| -------------------------------------------------- | -------------- |
| Escócia (The Official Charts Company)              | 44             |
| Estados Unidos (US Bubbling Under Hot 100 Singles) | 1              |
| Reino Unido (UK Singles Chart)                     | 97             |

## Histórico de lançamento
| País  | Data                | Formato          | Gravadora  |
| ----- | ------------------- | ---------------- | ---------- |
| Mundo | 24 de março de 2016 | Streaming        | Epic, Syco |
| Mundo | 25 de março de 2016 | Download digital | Epic, Syco |